# Daniel Dajani
Daniel Dajani SJ (ur. 2 grudnia 1906 w Blinisht, k. Lezhy, zm. 4 marca 1946 w Szkodrze) – albański jezuita, rektor Seminarium Papieskiego w Szkodrze, więzień sumienia, błogosławiony Kościoła katolickiego.

## Życiorys
Po ukończeniu szkoły w Szkodrze, w 1926 rozpoczął nowicjat w zakonie jezuitów w Gorycji. W 1931 podjął studia filozoficzne w Chieri, które zakończył po uzyskaniu doktoratu z teologii. W 1935 powrócił do Szkodry, gdzie uczył języka łacińskiego w seminarium jezuickim i kierował czasopismem Lajmtari i Zemres se Krishtit (Posłaniec Serca Jezusowego). W tym czasie był zaangażowany w rozwiązywanie sporów rodowych, związanych z krwawą zemstą. 15 lipca 1938 został wyświęcony na kapłana. Po ukończeniu studiów teologicznych w Rzymie powrócił do Albanii w 1940, w czasie okupacji włoskiej. W Szkodrze uczył matematyki i języka albańskiego. W 1944 został wybrany rektorem Seminarium Papieskiego w Szkodrze i dyrektorem miejscowego Kolegium Saweriańskiego. 31 grudnia 1945 został aresztowany przez władze komunistyczne wraz z wiceprowincjałem jezuitów Giovannim Faustim za odprawienie Mszy Św. w intencji studenta zamordowanego przez funkcjonariuszy Sigurimi. Torturowany w czasie śledztwa.
Proces pokazowy albańskich jezuitów rozpoczął się 30 stycznia 1946 w szkoderskim kinie Rozafat. Dajani został oskarżony o współpracę z włoskimi władzami okupacyjnymi, działania wrogie wobec komunistycznego ruchu oporu, a także przeprowadzenie aktów terroru wobec państwa komunistycznego. 22 lutego 1946 Sąd Okręgowy w Szkodrze (przew. Aranit Çela) w procesie pokazowym skazał Dajaniego na karę śmierci przez rozstrzelanie. Wyrok wykonano rankiem 4 marca 1946 na cmentarzu Rrmajt w Szkodrze. Ostatnie jego słowa miały brzmieć: “Rroftë Krishti Mbret, i fali armiqtë e mi!” (Niech żyje Chrystus Król, wybaczam moim wrogom).
Dajani znajduje się w gronie 38 Albańczyków, którzy 5 listopada 2016 w Szkodrze zostali ogłoszeni błogosławionymi. Beatyfikacja duchownych, którzy zginęli "in odium fidei" została zaaprobowana przez papieża Franciszka 26 kwietnia 2016.